# Franco Trabattoni
Franco Trabattoni (* 1956 in Seregno) ist ein italienischer Philosoph, Philosophiehistoriker und Schachspieler.

## Leben
Nach dem Erwerb der Laurea in Philosophie an der Universität Mailand 1980 unterrichtete Trabattoni zunächst bis 1996 im höheren Schuldienst, sodann wurde er wissenschaftlicher Mitarbeiter in Geschichte der antiken Philosophie im Dipartimento di filosofia der Universität Mailand. Dort stieg er 2002 zum Professore associato und 2006 zum Professore ordinario im Dipartimento di studi storici auf. Gastprofessuren führten ihn an die Universität Clermont-Ferrand, die École normale supérieure und die Sorbonne in Paris, an die Albert-Ludwigs-Universität Freiburg und die Universidade Federal do Rio de Janeiro. Seit 2008 ist er Herausgeber der Fachzeitschrift Méthexis.
Trabattoni arbeitet auf dem Gebiet der antiken Philosophie vor allem zu Platon und zum Platonismus. Er zählt mit seiner Studie Scrivere nell’anima (1994) zu den Kritikern des Tübinger Paradigmas zur Ungeschriebenen Lehre. Weit ausgreifend ist seine Monographie zur Rezeption Platons bei Richard Rorty, Martin Heidegger, Hans-Georg Gadamer, Jacques Derrida, Ernst Cassirer, Leo Strauss, Martha Nussbaum und Enzo Paci. Editionen mit italienischer Übersetzung hat er von Platons Dialogen Theaitetos, Phaidon, Lysis, Gorgias und Phaidros herausgegeben.

### Schachspieler
Als Schachspieler besitzt Franco Trabattoni seit 1983 den Titel eines FIDE-Meisters, seine höchste Elo-Zahl lag im Januar 1978 bei einem Wert von 2435 Punkten. Er nahm mindestens dreimal an den italienischen Einzelmeisterschaften teil, wobei der geteilte dritte Platz 1977 sein bestes Ergebnis war.
1978 gewann er mit der italienischen Auswahl die Bronzemedaille bei der Mannschaftsmeisterschaft der Europäischen Union. Bei der Schacholympiade 1980 gehörte Trabattoni ebenfalls zur italienischen Nationalmannschaft. Als Ersatzspieler kam er in sieben Partien zum Einsatz und holte dabei 2,5 Punkte. Ein Jahr später gehörte er zum Team bei der U26-Weltmeisterschaft und erreichte an Brett 3 3,5 Punkte aus 8 Partien. In der Saison 1983/84 vertrat er seinen Verein SS Milanese am Spitzenbrett im European Club Cup. 
Im  Jahre 2024 gehörte Trabbatoni der italienischen Mannschaft an, die bei der Senioren-Mannschaftweltmeisterschaft in der Klasse über 65 den 5. Platz belegte.

## Schriften (Auswahl)
Monographien
- From Death to Life. Key Themes on Plato’s Phaedo. Brill, Leiden/Boston 2023.
- Eros antico. Un percorso filosofico e letterario. Carocci, Rom 2021.
- La filosofia di Platone. Verità e ragione umana. Carocci, Rom 2020.
- Essays on Plato’s Epistemology. Leuven University Press, Leuven 2016.
- Attualità di Platone. Studi sui rapporti tra Platone e Rorty, Heidegger, Gadamer, Derrida, Cassirer, Strauss, Nussbaum e Paci. Vita e Pensiero, Mailand 2009.
- Platone. Carocci, Rom 2009.
- La verità nascosta. Oralità e scrittura in Platone e nella Grecia classica. Carocci, Rom 2005.
- La filosofia antica. Profilo critico-storico. Carocci, Rom 2002.
- Oralità e scrittura in Platone. Cuem, Mailand 1999.
- Platone. Carocci, Rom 1998.
- Scrivere nell’anima. Verità, dialettica e persuasione in Platone. La Nuova Italia, Florenz 1994.

Texteditionen
- Platone, Teeteto. A cura di Franco Trabattoni. Traduzione di Andrea Capra. Einaudi, Turin 2018.
- Platone, Fedone. A cura di Franco Trabattoni. Traduzione di Stefano Martinelli Tempesta. Einaudi, Turin 2011.
- Platone, Liside. A cura di Franco Trabattoni. 2 Bände. LED, Mailand 2004.
- Gorgia – Platone, Parola e Ragione. A cura di Franco Trabattoni. Unicopli, Mailand 2000.
- Platone, Fedro. A cura di Franco Trabattoni. Mondadori, Mailand 1995.

Mitherausgeberschaften
- mit Mario Vegetti (Hrsg.): Storia della filosofia antica. 4 Bände. Carocci, Rom 2016.
- mit Thomas Bénatouïl, Emanuele Maffi (Hrsg.): Plato, Aristotle or both? Dialogues between Platonism and Aristotelianism in Antiquity. Olms, Hildesheim/Zürich/New York 2011.
- mit Riccardo Chiaradonna (Hrsg.): Physics and Philosophy of Nature in Greek Neoplatonism. (Philosophia Antiqua, 115). Brill, Leiden 2009.
- mit Mauro Bonazzi (Hrsg.): Platone e la tradizione platonica. Studi di filosofia antica. Cisalpino, Mailand 2003.